# Distrito de Šalčininkai
El distrito de Šalčininkai (lituano: Šalčininkų rajono savivaldybė; polaco: Samorząd rejonu solecznicki) es un municipio-distrito lituano perteneciente a la provincia de Vilna.
En 2011, el municipio tenía una población de 34 544 habitantes, de los cuales 26 858 eran étnicamente polacos, 3746 lituanos y 1858 rusos.
Su capital es Šalčininkai. Su término municipal, ubicado al sur de la provincia, se ubica en la frontera con Bielorrusia, e incluye un peculiar trozo de tierra que está casi completamente rodeado por el territorio bielorruso.

## Subdivisiones
Se divide en 13 seniūnijos (entre paréntesis la localidad principal):
- Seniūnija de Akmenynė (Akmenynė)
- Seniūnija de Baltoji Vokė (Baltoji Vokė)
- Seniūnija de Butrimonys (Butrimonys)
- Seniūnija de Dainava (Dainava)
- Seniūnija de Dieveniškės (Dieveniškės)
- Seniūnija de Eišiškės (Eišiškės)
- Seniūnija de Gerviškės (Gerviškės)
- Seniūnija de Jašiūnai (Jašiūnai)
- Seniūnija de Kalesninkai (Kalesninkai)
- Seniūnija de Pabarė (Pabarė)
- Seniūnija de Poškonys (Poškonys)
- Seniūnija de Šalčininkai (Šalčininkai)
- Seniūnija de Turgeliai (Turgeliai)